# تپه آق بلاغ ۱
تپه آق بلاغ ۱ مربوط به دوره اشکانیان و دوره ساسانیان است و در شهرستان میانه، بخش مرکزی، دهستان اوچ تپه شرقی، ۱/۵ کیلومتری شمال روستای داش بلاغ واقع شده و این اثر در تاریخ ۲۷ آبان ۱۳۸۶ با شمارهٔ ثبت ۲۰۲۰۲ به‌عنوان یکی از آثار ملی ایران به ثبت رسیده است.